# Цученгтираниси
Цученгтиранисите (Zhuchengtyrannus) са род влечуги от разред Гущеротазови, семейство Тиранозаврови (Tyrannosauridae).

## Описание
Представителите на този род са живели в креда, преди около 73,5 – 70 млн. години.
Челюстна кост е голяма, масивна и приблизително триъгълна. Зъбна кост е дълга и ниска, измерени 76 сантиметра на дължина и 23,5 височина в най-високата точка. Размер на Zhuchengtyrannus Изчислено е на 10 – 12 метра, но не изключва, че може да се постигне още по-голям размер.